# Eitel de Oliveira Lima
Eitel Pinheiro de Oliveira Lima (1908 — 1987) foi um político brasileiro.
Foi prefeito do então Distrito Federal, de 12 de novembro a 2 de dezembro de 1955.